# PALV

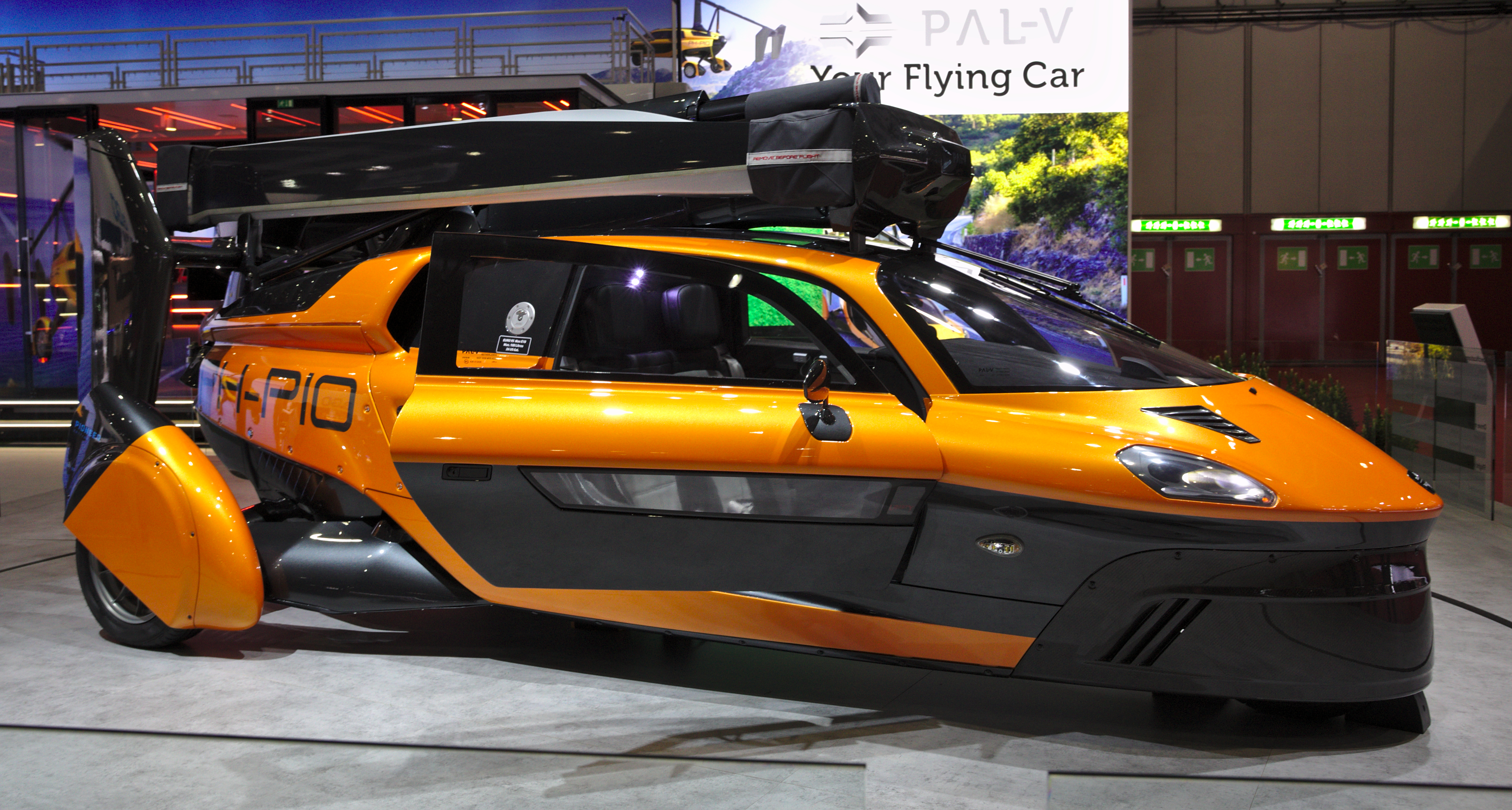
PAL-V Liberty Pioneer Edition

PALV – pojazd przeznaczony do jazdy i latania zaprojektowany w Holandii.
Stanowi skrzyżowanie motocykla z wiatrakowcem. Do przodu porusza się za pomocą niewielkiego śmigła, które umieszczono z tyłu konstrukcji. PALV jednak ma pewne cechy, które odróżniają go od zwykłego wiatrakowca – jest niewielki, lata równie sprawnie, jak jeździ. O bliskim pokrewieństwie z wiarakowcem świadczy sposób lotu, a także możliwość startu z krótkiego pasa i bardzo krótki dobieg przy lądowaniu – jedynie 60 m.
Dzięki autorotacji może spokojnie spadać, co ma nie pozostawać bez wpływu na jego bezpieczeństwo. W wypadku awarii silnika, samo spadanie powoduje obroty wirnika. Powstaje wtedy siła nośna i pojazd spokojnie opada.
PALV ma latać do wysokości 1500 m i jest stosunkowo cichy – poniżej 70 decybeli. Od 0 do 100 km/h rozpędza się w niecałe 5 sekund. W powietrzu osiąga prędkość do 195 km/h, minimalna prędkość to 30 km/h. Zużycie paliwa wynosi poniżej 4 l/100 km, zbiornik wystarcza na przejechanie 600 km albo przelot 550 km.

## Dane techniczne
- długość – 4 m
- szerokość – 1,2 m
- waga – 550 kg
- silnik- 213 KM
- paliwo – benzyna bezołowiowa

Maksymalna prędkość:
- w powietrzu – 195 km/h
- na ziemi – 200 km/h

Zasięg:
- na ziemi – 600 km
- w powietrzu – 550 km